# Rosine Roland
Pour les articles homonymes, voir Roland (homonymie).
Rosine Roland, née le 6 octobre 1948 à Grâce-Berleur, est une kayakiste belge.

## Carrière
Rosine Roland remporte la médaille d'argent en K1 classique par équipes aux Championnats du monde de descente 1975 ainsi que la médaille de bronze en K1 classique par équipe aux Championnats du monde de descente 1971 et de 1973.
Elle participe également à l'épreuve de K1 slalom aux Jeux olympiques d'été de 1972, terminant à la 17e place. Le plus impressionnants (peut être) elle participe pour la dernière fois a des championnats du monde le 20 septembre 2007, elle a alors 58 ans.

Elle œuvre actuellement au RMCS ou elle aide les jeunes a se développer et à donner le meilleur d'eux-mêmes pour suivre ses traces.
Elle est également active dans le fédération de slalom ou elle prend des décisions importantes et suis l'équipe national pour encadrer les athlètes.